# Zeumeren
Zeumeren est une localité des Pays-Bas appartenant à la commune de Barneveld.